# Бастардо десертное Алушта
Бастардо́ десертное Алушта ранее «Владыка Чатыр-Дага», «Бастардо Чатыр-Даг» — ординарное красное десертное вино, производимое крымским винодельческим предприятием «Алушта», входящим в состав комбината «Массандра».

## Основные характеристики
Технология изготовления вина разработана в 2002 году главным виноделом «Алушты» Ю. Ф. Макагоновым. Первый розлив вина осуществлён в 2003 году. Прежние названия — «Владыка Чатыр-Дага» и «Бастардо Чатыр-Даг».
Вино вырабатывается из винограда Бастардо Магарачский — 70 % и Красностопа — 30 %. В производстве используется виноград с массовой долей содержания сахара 24 %.
Характеристики вина: спирт — 16,5 %, сахар — 18 г./100 куб. см, кислотность — 4—6 г./куб. дм. Цвет тёмно-рубиновый. В букете присутствуют оттенки шоколада и чернослива.

## Награды
Вино получило «Гран-при» Второго международного профессионального дегустационного конкурса вин и коньяков» в Киеве (2006 год) и золотую медаль международного конкурса «Ялта. Золотой Грифон-2003».